# アレッサンドロ・ファルネーゼ (パルマ公)
アレッサンドロ・ファルネーゼ（Alessandro Farnese, 1545年8月27日 - 1592年12月3日）は、スペインの軍人、第3代パルマ公およびピアチェンツァ公（在位：1586年 - 1592年）。父は第2代パルマ公オッターヴィオ、母は神聖ローマ皇帝兼スペイン王カール5世の庶子マルゲリータ。名は父方の曾祖父であるローマ教皇パウルス3世の本名に由来する。

## 生涯
母がネーデルラント17州の総督に選ばれるとブリュッセルへ移住、1565年にポルトガルのアヴィス王朝の王女ドナ・マリアと結婚し、アルカラ大学で従弟のスペイン王太子カルロスと叔父ドン・フアン・デ・アウストリアと共に勉強した。その後、母がスペイン・ハプスブルク家の出身であることから、スペイン軍に就いて軍事的才能を発揮した。妻マリアは敬虔で夫への愛情が深く、教養豊かな女性だった。マリアがポルトガル王マヌエル1世の孫娘（ギマランイス公ドゥアルテの娘）であったため、マドリードの宮廷でも重きをなした。
1571年のレパントの海戦に参加、1578年から母方の叔父のスペイン王フェリペ2世よりネーデルラント総督を命じられ、1579年にアラス同盟を結んで南部10州をスペインに帰順させる功を立てた。ユトレヒト同盟で結束した北部7州との戦争（八十年戦争）では1582年にアウデナールデ、1584年から1585年にかけてアントウェルペン、ブリュッセルを落としてネーデルラントに迫った。しかし、1588年にフェリペ2世がイングランド遠征のためネーデルラントのスペイン軍を活用する方針に切り替えたためダンケルクで待機していたが、アルマダの海戦で無敵艦隊が敗北してネーデルラントへの攻撃は中止となった。
1589年にフランスでヴァロワ朝断絶後、カトリック同盟の貴族たちがブルボン家のアンリ4世の王位継承を認めず内乱（ユグノー戦争）になると、アレッサンドロはスペイン軍を率いてカトリック同盟の救援に向かったが、1592年、ルーアンにおいてアンリ4世の軍勢と交戦中に重傷を負い、アラスで死去した。
アレッサンドロはパルマ公であったが、公国の統治は息子ラヌッチョが摂政としておこなっていた。

## 子女
1565年、ポルトガル王マヌエル1世の孫娘マリアと結婚し、3人の子を儲けた。
- マルゲリータ（1567年 - 1643年） - マントヴァ公ヴィンチェンツォ1世・ゴンザーガと結婚
- ラヌッチョ（1569年 - 1622年） - パルマ公
- オドアルド（1573年 - 1626年） - 枢機卿